# Clima mediterrani continentalitzat

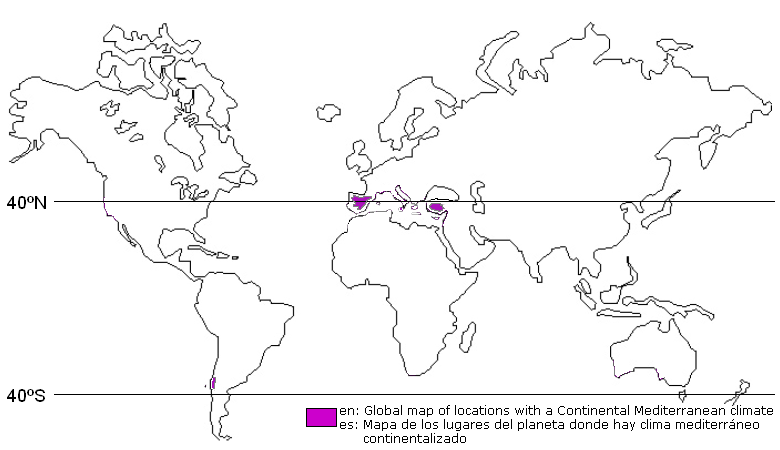
Mapa de la localització del clima mediterrani continentalitzat.

El clima mediterrani continentalitzat és un tipus de clima present a la península Ibèrica i altres llocs de clima mediterrani, que presenta la característica de la continentalitat respecte al mediterrani estàndard.

## Característiques
- És més fred que el clima mediterrani típic: la temperatura mitjana de gener, que en el clima mediterrani estàndard està per sobre dels 7 graus i pot arribar a 14 (Costa del Sol, Algarve. etc.), se situa normalment en els climes continentalitzats al voltant dels 4 o 6 graus.[2]
- La pluviometria pot ser més alta (Plana de Vic) o més baixa (Lleida) que les del clima mediterrani litoral.